# Анантапур (округ)
Анантапу́р — найбільший за площею округ в індійському штаті Андхра-Прадеш.

## Географія
Адміністративним центром округу є місто Анантапур.

## Демографія
За даними всеіндійського перепису 2001 року чисельність населення округу становило 3 640 478 осіб. Рівень писемності дорослого населення становив 56,1 %, що вище за середньоіндійський рівень (59,5 %). Доля міського населення становила 25,3 %.